# Salto del Guairá
Salto del Guairá est une ville au Paraguay. Elle est la capitale du département de Canindeyú.
La ville compte environ 145 000 habitants.